# Castrelo de Miño
Castrelo de Miño ist eine spanische Gemeinde (Concello) mit 1.292 Einwohnern (Stand: 2024) in der Provinz Ourense der Autonomen Gemeinschaft Galicien.

## Geografie
Castrelo de Miño liegt im westlichen Teil der Provinz Ourense ca. 20 Kilometer westlich der Provinzhauptstadt Ourense.
Umgeben wird Castrelo de Miño von den fünf Nachbargemeinden:
| Ribadavia | Cenlle                                      |      |
|           | Kompassrose, die auf Nachbargemeinden zeigt | Toén |
| A Arnoia  | Cartelle                                    |      |

Die Gemeinde liegt am linken Ufer des Río Miño, der hier vom Encoro de Castrelo de Miño gestaut wird und die natürliche Grenze zu den nördlichen Nachbargemeinden Ribadavia und Cenlle bildet. Kleinere, periodisch trockenfallende Flüsse und Bäche durchqueren das Gemeindegebiet von Süd nach Nord und münden in den Stausee. Die Landschaft ist relativ flach und erreicht nur im westlichen Teil maximale Erhebungen über 500 m.

## Bevölkerungsentwicklung der Gemeinde
Quelle: INE-Archiv – grafische Aufarbeitung für Wikipedia
Nach einem Anwachsen der Gemeindegröße auf über 5000 Einwohner um 1940 und erneut um 1970 sank die Zahl der Bevölkerung in der Folgezeit bis unter 1500. Ein besonders markanter Rückgang ist zwischen 1981 und 1991 zu verzeichnen, als die Gemeinde in dieser Dekade allein über 28 % ihrer Bevölkerung verlor.
| Männer | Alterstufe | Frauen |
| ------ | ---------- | ------ |
| 0      | 100+       | 2      |
| 1      | 95–99      | 5      |
| 12     | 90–94      | 21     |
| 36     | 85–89      | 67     |
| 42     | 80–84      | 40     |
| 56     | 75–79      | 60     |
| 63     | 70–74      | 74     |
| 55     | 65–69      | 60     |
| 61     | 60–64      | 42     |
| 58     | 55–59      | 45     |
| 51     | 50–54      | 43     |
| 58     | 45–49      | 34     |
| 40     | 40–44      | 29     |
| 33     | 35–39      | 24     |
| 24     | 30–34      | 22     |
| 16     | 25–29      | 27     |
| 20     | 20–24      | 10     |
| 13     | 15–19      | 16     |
| 13     | 10–14      | 9      |
| 11     | 5–9        | 11     |
| 5      | 0–4        | 12     |

Am 1. Januar 2021 waren ca. 48 % der Bevölkerung (rund 57 % der Männer, rund 42 % der Frauen) im erwerbsfähigen Alter (20–64), während dieser Wert für ganz Spanien ca. 61 % betrug.
Eine erhebliche und fortschreitende Überalterung der Bevölkerung der Gemeinde zeigt folgende Tabelle, bei der das Verhältnis von Gruppen von älteren Personen mit Gruppen von Personen der jüngeren Generation verglichen wird:
| Alter | Anzahl Personen | Alter | Anzahl Personen | Provinz | Galicien | Spanien |
| ----- | --------------- | ----- | --------------- | ------- | -------- | ------- |
| 60–64 | 100             | 20–24 | 29              | 51      | 58       | 79      |
| 55–59 | 100             | 15–19 | 28              | 49      | 57       | 71      |
| 50–54 | 100             | 10–14 | 23              | 50      | 56       | 68      |

## Gemeindegliederung
Die Gemeinde Castrelo de Miño ist in sieben Parroquias gegliedert:
| Parroquias       | Patrozinium           | Einwohner 2024 | Fläche km² | Dichte Einw./km² | Höhe msnm | Ortskennzahl |
| ---------------- | --------------------- | -------------- | ---------- | ---------------- | --------- | ------------ |
| Astariz          | Santa María           | 145            | 2,74       | 53               | 119       | 32022010000  |
| Barral           | Nosa Señora das Neves | 191            | 2,52       | 76               | 182       | 32022020000  |
| Castrelo de Miño | Santa María           | 201            | 9,34       | 22               | 0         | 32022030000  |
| Macendo          | Santa María           | 362            | 13,35      | 27               | 350       | 32022040000  |
| Ponte Castrelo   | Santo Estevo          | 176            | 7,38       | 24               | 120       | 32022060000  |
| Prado de Miño    | Santa María           | 181            | 3,02       | 60               | 132       | 32022050000  |
| Vide de Miño     | San Salvador          | 81             | 1,40       | 58               | 110       | 32022070000  |

Der Sitz der Gemeinde befindet sich in Barral in der gleichnamigen Parroquia.

## Geschichte
Über das Gemeindegebiet verstreut befindet sich eine große Anzahl von Mámoas. Sie datieren aus der megalithischen Zeit, so die Mámoas da Veiga de Arriba in Reigoso oder die Mámoas do Vedado do Roxón in Macendo, Nekropolen mit fünf bzw. drei Gräbern. Weitere Gräber sind die Mota do Areal in Alto das Furnias in Santa María oder die Mota da Serra in Vedado do Roxón in Santo Estevo. Aus der Bronzezeit stammen die Petroglyphen von Reigoso mit verschiedenen Darstellungen, darunter die Vertiefungen, einige davon ausgerichtet, kreuzförmig, Kreise und viereckige Gravuren, Hervorhebung einer topografischen Darstellung und einer Art Felsrechenbrett. Bereits in der Eisenzeit, 700–19 v. Chr., als sich die Castrokultur vor allem in ihrer zweiten Hälfte in Koexistenz mit der Romanisierung am Ende des ersten Jahrhunderts v. Chr. entwickelte, gibt es die Überreste ihrer befestigten Einfriedungen, die als Castros bekannt sind. Als Cavadas no Padreiro wurde das mythische Castrum Minei, für das es noch im Mittelalter bekannt war, das Castro de Macendo oder das Outeiro und Santa Lucía bereits romanisiert. Die Castros verloren in der Römerzeit ihre Verteidigungsfunktion und waren zur Ausführung des Bergbaus anders gebaut. Überreste einiger Thermalbäder in O Diestro, Brückenstämme und Verbindungswege sind erhalten, die zu mittelalterlichen Pfaden wurden. Hinweise finden sich in Form von Münzen, Fliesen und Inschriften auf Grabsteinen. Zu dieser Zeit trat auch das Christentum ein und ersetzte allmählich das vorherrschende keltische Heidentum.
Mit der Ankunft der Sueben im fünften Jahrhundert beginnt die Geschichte des Mittelalters als unabhängiges Königreich Gallaecia bis zur Invasion der Westgoten im Jahr 585. Der Vormarsch des Islam im achten Jahrhundert war bis zur Reconquista sehr begrenzt. Bemerkenswert neben der Entdeckung des Grabes des Apostels Jakobus im neunten Jahrhundert sind auch Ereignisse wie die Anwesenheit von König Sancho Ordoñez (895–929), König von Galicien, der dem König von León vom Jahr 926 bis zu seinem Tod unterstellt war. Seine Witwe Dona Goto (900–964) wurde nach dem Tod ihres Mannes im Kloster von Castrelo de Miño bestattet. Ein weiteres bemerkenswertes Ereignis ist der Tod von König Sancho I. von León (935–966), der laut der Sampiro-Chronik starb, nachdem er im Kloster von Castrelo de Miño von dem Rebellengrafen Gonzalo Menéndez mit einem giftigen Apfel ermordet wurde. Er wurde im selben Kloster begraben und später wurden seine sterblichen Überreste in die Stadt León überführt. Die Geschichte der Kirche Santa María lässt sich bis ins 10. Jahrhundert zurückverfolgen, als es dort ein Kloster gab, in dem Dona Goto, die Witwe des Königs von Galicien, bis 964 dort Äbtissin war. Vom ursprünglichen Bau sind der Glockenturm und die romanische Apsis erhalten. Im Jahr 1763 wurde die  Kirche im barocken Stil umgebaut.
Zwei Jahrhunderte später war eine heute nicht mehr existierende Festung auf einem Hügel der Schauplatz zweier wichtiger Episoden der Geschichte, der Ereignisse zwischen Diego Gelmírez, dem Bischof und späteren Erzbischof von Santiago de Compostela, und Dona Urraca, die, wie in der Historia compostelana berichtet wird, mit der zweimaligen Gefangennahme des Prälaten endeten.
Die erste davon fand im Jahre 1111 in Bezug auf die oben erwähnte Festung statt, in der der Sohn von Dona Urraca in der Obhut der Gräfin von Traba war. Es war eine Kapitulation notwendig, bei der der Prälat von Compostela anwesend sein musste, und als er kam, wurde er von Arias Pérez verhaftet, der die Bruderschaft der Adligen präsidierte. Gelmírez wurde sofort freigelassen (und später auch die anderen) und der kleine Junge wurde im September in der Kathedrale von Santiago von Gelmírez selbst als Alfons VII. zum König von Galicien gekrönt. Zur zweiten Gefangennahme kam es im Jahr 1121. Zurück aus Portugal, lagerten die Truppen von Gelmírez in Santa María und überquerten auf Befehl der Königin den Miño. Sie selbst, ihr Sohn und Gelmírez taten es ihnen nach, aber als die Soldaten auf dem anderen Ufer ankamen, ordnete Dona Urraca die Verhaftung des Erzbischofs und seiner Familie an.
Der Glanz des Königreichs ließ ab dem 13. Jahrhundert nach, als sich das Machtzentrum nach Kastilien verlagerte und mit der Irmandinische Revolte gegen die Burgherren endete, an der sich alle sozialen Schichten beteiligten, wenn sie sich auch größtenteils, wie Carlos Barros in seinem Artikel „Lo que sabemos de los irmandiños“ betont, aus Bauern, Fischern und Handwerkern zusammensetzten.
In der Mitte des 16. Jahrhunderts wurde die mittelalterliche Brücke über den Miño bei einer Überschwemmung zerstört und beraubte Castrelo seiner Vormachtstellung bei der Überquerung des Flusses. Andererseits war es eine große Zeit des Weinhandels. Der Wein des Ribeiro war in weiten Teilen Europas geschätzt. Diese Periode entspricht dem größten Teil des religiösen und zivilen Erbes der Gemeinde. Erst im 19. Jahrhundert wurde den Forderungen nach einem Neubau der Brücke entsprochen.

## Wirtschaft
Die Gemeinde liegt im Weinbaugebiet des Ribeiro.
| Ackerbau, Viehzucht und Fischerei                                                  | 049 | 012,37 |
| Industrie                                                                          | 075 | 018,94 |
| Bauwirtschaft                                                                      | 024 | 06,06  |
| Dienstleistungsbetriebe                                                            | 248 | 062,63 |
| Total                                                                              | 396 | 100,00 |
| * Daten aus dem Statistischen Amt für Wirtschaftliche Entwicklung in Galicien, IGE |     |        |

## Verkehr
Wichtige Verkehrsadern wie die Autovía A-52 („Autovía das Rías Baixas“) von Benavente nach Vigo, die Nationalstraße 120 und die Eisenbahnlinie von Ourense nach Vigo verlaufen auf dem gegenüberliegenden Ufer des Miño durch die nördlichen Nachbargemeinden.
Die Provinzstraße OU-402 verläuft hingegen in Ost-West-Richtung auf dem linken Ufer des Miño und verbindet die Gemeinde mit den benachbarten A Arnoia und Toén. Zwei Brücken überqueren den Fluss hinter dem Staudamm bei Santa María. Die Provinzstraße OU-404 führt vom Gemeindesitz Barral in die südliche Nachbargemeinde Cartelle.